# Magorzyca (Gorce)
Magorzyca (882 m) – szczyt w Gorcach pomiędzy masywem Gorca a Kiczorą Kamienicką. Znajduje się 900 m na północ od Nowej Polany i stanowi porośniętą lasem, niewybitną kulminację grzbietu. Nazwa góry jest pochodzenia wołoskiego, podobnie jak okoliczne Kiczora i przełęcz Przysłop, co może świadczyć o kolonizacji wołoskiej w tej części Gorców. Na mapach turystycznych góra oraz znajdujący się na jej północno-wschodnich stokach przysiółek Szczawy Magorzyca błędnie nazywane są „Magurzyca” lub „Magórzyca”.
Na grzbiecie Magorzycy znajdują się polany, z których rozciąga się widok w kierunku Beskidu Wyspowego, Sadeckiego i Niskiego. Stoki góry są w większości porośnięte lasem. W części zachodniej góra Magorzyca odwadniana jest przez potoki Czerwonka i Rybi, dopływy rzeki Kamienicy, a we wschodniej i północnej przez dopływy potoku Głębieniec.
Magorzyca znajduje się poza granicami Gorczańskiego Parku Narodowego, na granicy z jego otuliną. Południowa i zachodnia część masywu Magorzycy znajduje się w obszarze Natura 2000, Ostoja Gorczańska. Z Nowej Polany prowadzi nieznakowana ścieżka, wiodąca grzbietem i polanami do przysiółka Magorzyca i dalej do Szczawy.
Magorzyca znajduje się w granicach wsi Szczawa w województwie małopolskim, w powiecie limanowskim, w gminie Szczawa.

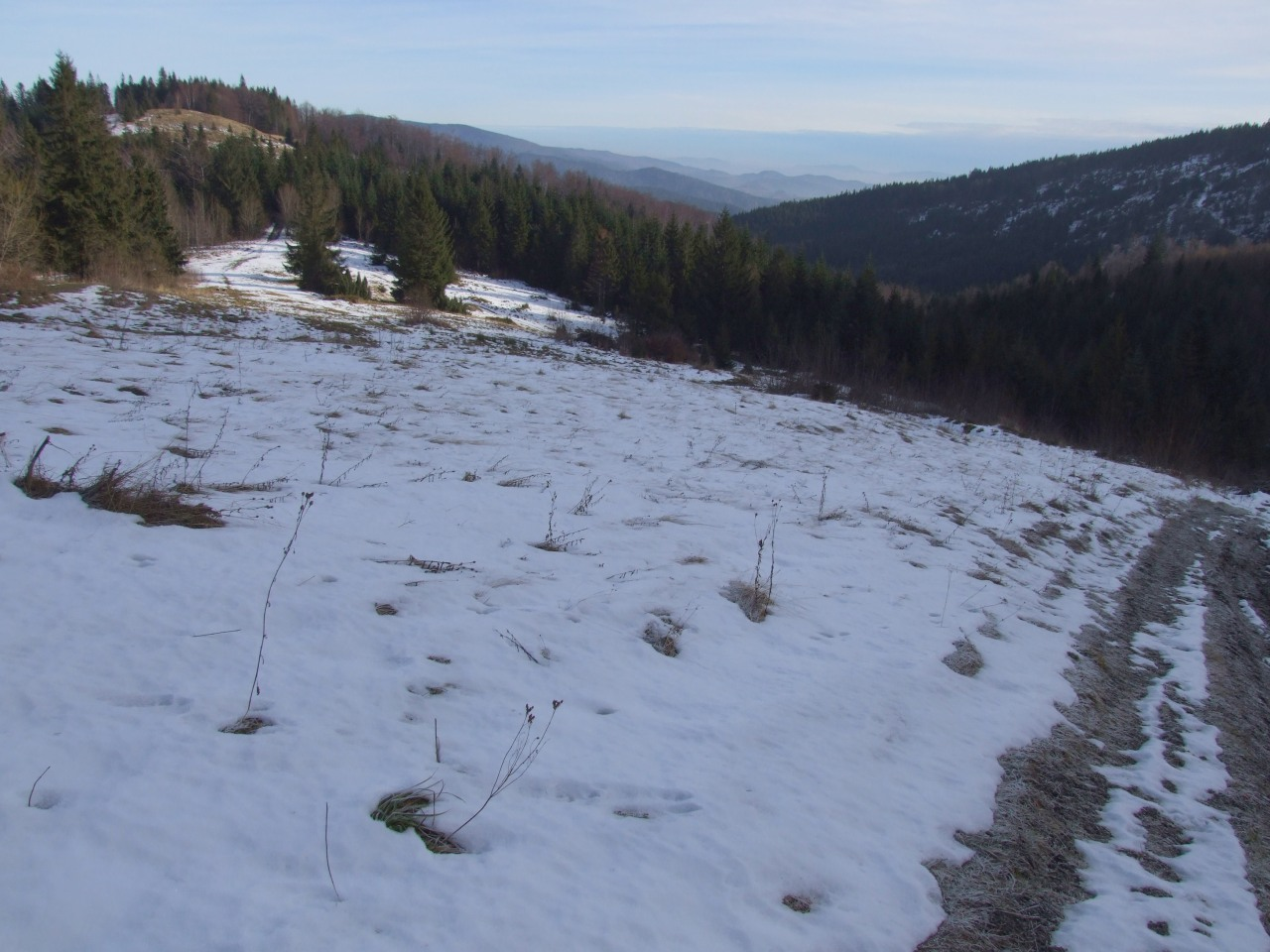
Widok na Magorzycę z Nowej Polany